# Piwowar

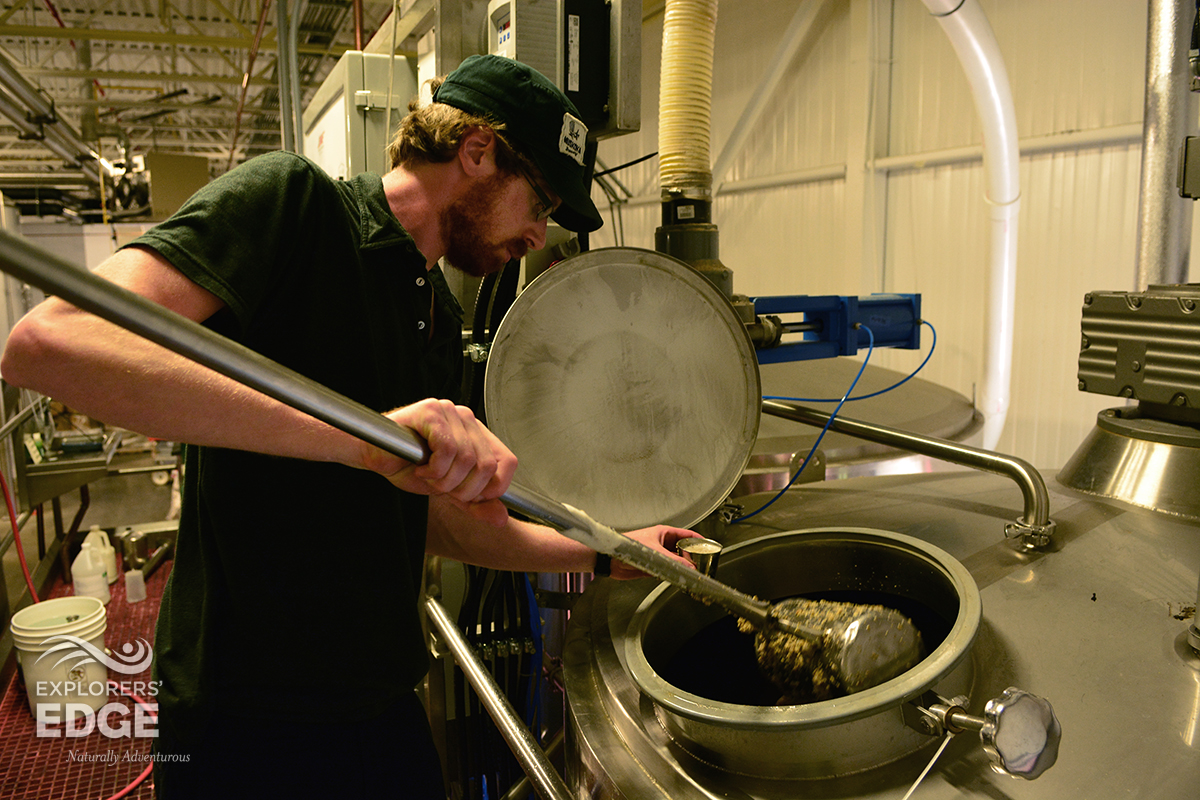
Piwowar

Piwowar (staropol. mielcarz) – rzemieślnik zajmujący się warzeniem piwa; szerzej osoba pracująca w przemyśle piwowarskim (browarnictwie – przemyśle spożywczym zajmującym się warzeniem piwa i jego dystrybucją na rynek). 
Piwowar to specjalizacja zawodowa sięgająca swoją tradycją czasów średniowiecza, kiedy następuje rozwój miast, rzemiosła piwnego, a co za tym idzie ustawodawstwa prawnego regulującego prawa i obowiązki piwowara. Wraz z rozwojem rzemiosła piwowarskiego powstają w Anglii i Belgii cechy piwowarów, ograniczające dostęp do fachu, regulujące praktyki czeladnicze oraz ustalające zasady otrzymania tytułu mistrza piwowarskiego. 
Obecnie w browarach osoba odpowiedzialna za produkcję piwa nosi tytuł głównego piwowara. Główny piwowar sprawuje nadzór nad całym procesem technologicznym produkcji piwa od warzenia przez fermentację do filtracji. Czuwa również nad właściwym smakiem i jakością piwa. Poza piwowarami zawodowymi pojęciem tym określa się również rzemieślników warzących piwo domowym sposobem w niewielkich ilościach.

## Mistrzowie piwowarscy
- Josef Groll (1813–1887) – mistrz piwowarski, autor receptury piwa typu pilzneńskiego
- Julius Hohberg (1839–1907) – piwowar, założyciel browaru przemysłowego w Lwówku Śląskim – Browar Hohbergów
- Antoni Thum (1889–1951) – spolonizowany austriacki piwowar działający w Grodzisku Wielkopolskim
- Antonius Boehme (XVI w.) – mistrz cechowy, piwowar z Żar[2].
- Oscar Kahl – piwowar i browarnik z Nysy, właściciel przedwojennego browaru Neuländer Brauerei Oskar Kahl[3].

## Literatura
- Leszek Rum: Ilustrowany leksykon piwa. Wyd. Kurpisz, Poznań 2005 ISBN 83-89738-20-1